# Zotakert
Zotakert (in armeno Զորակերտ?) è un comune di 152 abitanti (2001) della provincia di Shirak in Armenia.